# Norauea (Kuria)
Norauea ist ein Ort auf der südlichen Insel des Kuria-Atolls in den zum Inselstaat Kiribati gehörenden Gilbertinseln im Pazifischen Ozean mit einer Landfläche von 0,3 km². 2020 hatte der Ort 253 Einwohner.

## Geographie
Norauea liegt an der Südwestküste der Südinsel des Atolls von Kuria und ist dessen südlichster Ort. Nördlich schließt sich Buariki an.

## Klima
Das Klima ist tropisch heiß, wird jedoch von ständig wehenden Winden gemäßigt. Ebenso wie die anderen Orte des Kuria-Atolls wird Norauea gelegentlich von Zyklonen heimgesucht.